# Trebacosa marxi
Trebacosa marxi is een spinnensoort in de taxonomische indeling van de wolfspinnen (Lycosidae).
Het dier behoort tot het geslacht Trebacosa. De wetenschappelijke naam van de soort werd voor het eerst geldig gepubliceerd in 1890 door Witmer Stone.